# Скальные летяги
Скальные летяги (Eupetaurus) — род крупных белок-летяг, распространенный в Гималаях и состоящий из трёх видов, каждый из которых известен лишь по нескольким экземплярам. Поскольку скальная летяга (Eupetaurus cinereus) была впервые описана в 1888 году Олдфилдом Томасом, она долгое время оставалась единственным видом в этом роде, который считался монотипическим. Так продолжалось до тех пор пока в 2021 году не были описаны ещё два вида: Eupetaurus nivamons и Eupetaurus tibetensis.

## Описание
Представители рода Eupetaurus относятся к самым крупным белкам-летягам и имеют густой, пушистый, длинный и мягкий мех. Окраска спины варьирует от бледно-серой до коричневато-серой, а окраска живота обычно беловато-серая. Цилиндрический лисьий хвост длинный и пушистый. Нижняя поверхность ладоней и стоп покрыта густым волосяным покровом между голыми подушечками.
Виды рода Eupetaurus отличаются от других родов главным образом типичными характеристиками черепа и зубов. Череп в целом соответствует черепу других белок-летяг, но имеет некоторые оссобенности, характерные для этого рода. Морда длинная и сужена у основания. Резцы сравнительно маленькие, без желобков, с жёлтой эмалью. Processus coronoides нижней челюсти развит слабо и не заходит за мыщелковый отросток. Коренные зубы большие и высокие, они растут медленно и сильно гипсодонтны у молодых животных. Строение коренных зубов, таких как плоская, гипсодонтная (то есть высокая) коронка, отличающая Eupetaurus от других представителей Sciuridae, позволяет предположить, что они питаются очень абразивным растительным материалом таким как сосновая хвоя.

### Таксономия и состав рода

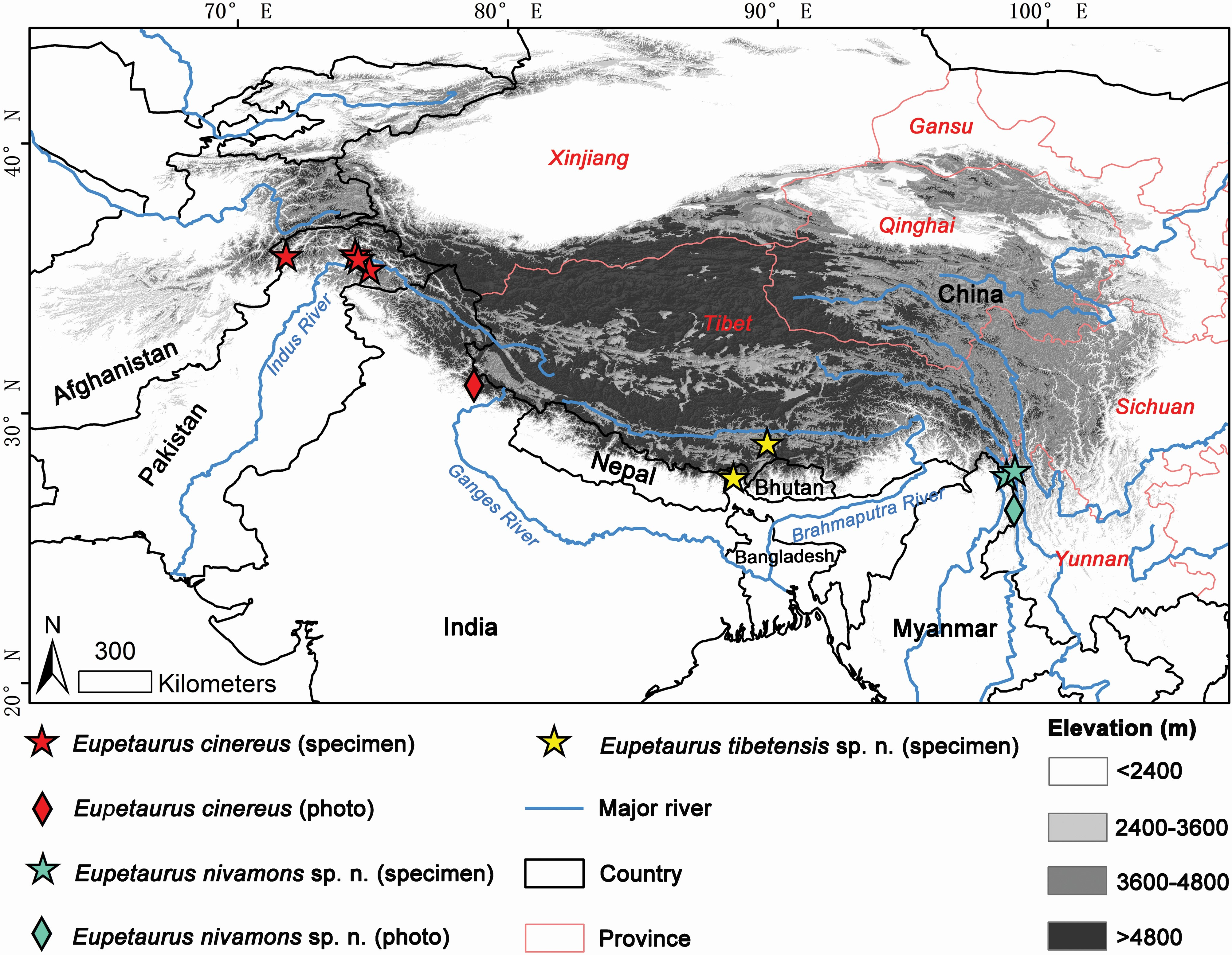
Места находок

В течение более века после его описания Олдфилдом Томасом единственным видом в этом роде считалась скальная летяга (E. cinereus).  Несколько экземпляров скальных летяг были обнаружены в контролируемых Пакистаном частях Кашмира, другие — в Сиккиме. Два экземпляра также были найдены в Юньнани, что позволяло предположить, что этот вид распространен и там. Результаты исследований ДНК экземпляров из музейных коллекций позволили предположить, что западная и восточные популяции скальной летяги представляют три разных вида. В середине 2021 года были, наконец, два описаны новых вида Eupetaurus. Eupetaurus nivamons встречается в крайней восточной части ареала этого рода на северо-западе Юньнани, Eupetaurus tibetensis — в южном Тибете, северном Сиккиме и западном Бутане, а Eupetaurus cinereus, типичный вид рода, был зарегистрирован в северном Пакистане и северо-западной Индии.
В настоящее время в роде Eupetaurus известно три вида: 
- Скальная летяга (Eupetaurus cinereus Thomas, 1888)
- Eupetaurus nivamons Li et al., 2021
- Eupetaurus tibetensis Jackson et al., 2021

### Взаимосвязи внутри трибылетяг
Положение скальных летяг в трибе Pteromyini уникально из-за их большого размера и необычного зубного ряда. Это привело к тому, что несколько ранних исследователей зашли так далеко, что выделяли их в отдельное семейство. Некоторые из их аргументов были основаны на плохих и скупо подписанных рисунках черепа и нижней челюсти E. cinereus. Захлер и Вудс (1997) вместо этого предполагают, что Eupetaurus' тесно связан с другим родом крупных летяг Petaurista. Исследование 2021 года показало, что Eupetaurus является сестринским родом клады, включающей Aeromys и Biswamoyopterus.